# ORANGE POST REASON
ORANGE POST REASONは、日本のインディーズバンド。

## 概要
- ORANGE POST REASONは、折原大輔（B）、山﨑涼平（Dr）、坂口亮（G）らが結成していた前身のバンドに藤原裕輔（Vo / G）が加入して2013年に結成されたバンド。
- 2016年に初の全国流通盤『未タイトル』をUNDER:OVERよりリリース。

## 来歴

### 2013年
8月、長崎にてORANGE POST REASON結成

### 2014年
LIVE会場限定デモCD「Demo」を発売。手売りのみで1000枚を売り切る（現在は廃盤）。

### 2015年
「Red Bull Live on The Road」で入賞し、8月にSUMMER SONIC(TOKYO) に出演。

### 2016年
6月、初の全国流通作品、TOWER RECORDS限定シングル「未タイトル」をリリースし、インディーズデビュー。
- リードトラックの「未タイトル」は、NIB長崎国際テレビの昼の情報バラエティ番組「ひるじげドン」2016年9月度 エンディングテーマ曲に採用される。

9月、初のフルアルバムとなる『BLUE』をリリース。
アルバムを引っさげ、全国ツアー「"Paint it, BLUE tour"」を開催。

### 2017年
1月、未発表曲「花コトバ」がフジテレビ系全国ネット『奇跡体験!アンビリバボー』のエンディングテーマに選ばれ、初のタイアップを獲得。
2月、配信シングル「花コトバ」をリリース。
4月、「ソーダ」が長崎国際テレビの朝の情報番組『あさじげZ』の2017年度のテーマソングになる。
8月、配信シングル「マイルストーン」をリリース。（TBSアニメ「コンビニカレシ」エンディングテーマ）
9月、2枚目のフルアルバムとなる『GREEN』をリリース。
10月、アルバムを引っさげ、全国ツアー「"Paint it, GREEN tour"」を開催。

### 2018年
3月、藤原裕輔（Vo / G）、折原大輔（B）が脱退。現在は活動休止中。
折原大輔(B)は、現在MINKという3人組バンドとして活動中。

## ディスコグラフィー

### 配信シングル
| 発売日       | タイトル       |
| ------------ | -------------- |
| 2017年2月8日 | 花コトバ       |
| 2017年8月9日 | マイルストーン |

### 参加作品
| 発売日        | タイトル                     | 曲順      | 楽曲       |
| ------------- | ---------------------------- | --------- | ---------- |
| 2014年10月8日 | V.A / ...OUT OF THIS WORLD 5 | Disc2/M.9 | クラシック |

## タイアップ一覧
| 使用年 | 曲名           | タイアップ                                                         |
| ------ | -------------- | ------------------------------------------------------------------ |
| 2016年 | 未タイトル     | NIB長崎国際テレビ『ひるじげドン』2016年9月度エンディングテーマ     |
| 2017年 | 花コトバ       | フジテレビ系『奇跡体験!アンビリバボー』1月クールエンディングテーマ |
| 2017年 | ソーダ         | NIB長崎国際テレビ『あさじげZ』2017年度オープニングテーマ           |
| 2017年 | マイルストーン | TBS系アニメ『コンビニカレシ』エンディングテーマ                    |